# Liste des évêques de Zomba
Le vicariat apostolique de Zomba, au Malawi est créé le 15 mai 1952 par détachement de celui de Shiré .
Il est érigé en diocèse de Zomba (en) (Dioecesis Zombaensis) le 25 avril 1959.

## Est vicaire apostolique
- 15 mai 1952-25 avril 1959 : Lawrence Hardman (Lawrence Pullen Hardman)

## Sont évêques
- 25 avril 1959-21 septembre 1970 : Lawrence Hardman (Lawrence Pullen Hardman), promu évêque.
- 21 septembre 1970-20 décembre 1979 : Matthias Chimole (Matthias A. Chimole)
- 20 décembre 1979-12 février 1981 : siège vacant
- 12 février 1981-17 janvier 2004 : Allan Chamgwera
- 19 décembre 2003-21 novembre 2013 : Thomas Luke Msusa[1],[2]
- depuis le 15 octobre 2015 : George Tambala (George Desmond Tambala), O.C.D[3]

## Sources
- Fiche du diocèse sur le site catholic-hierarchy.org